# Silhouette (eiland)

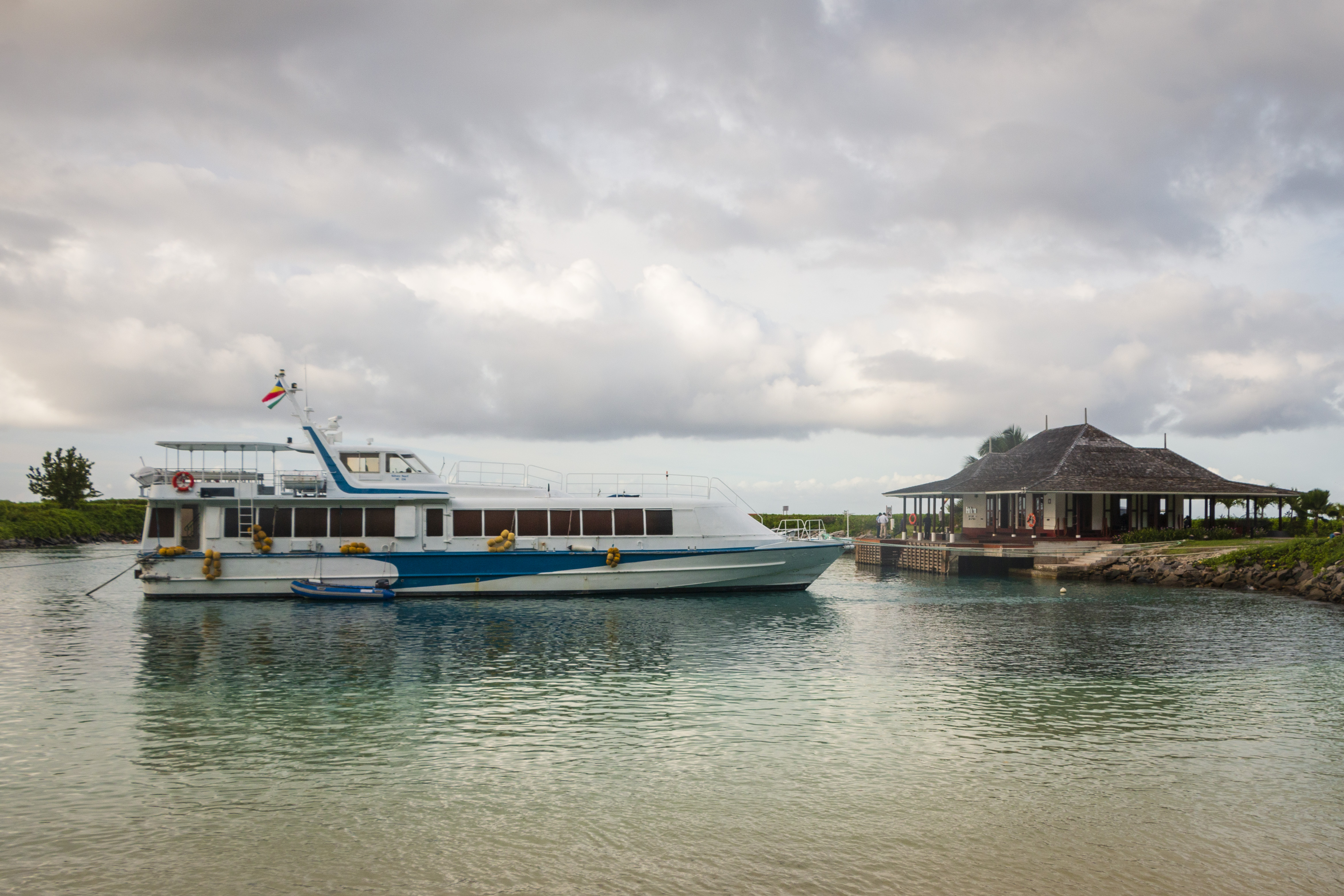
Silhouette eiland

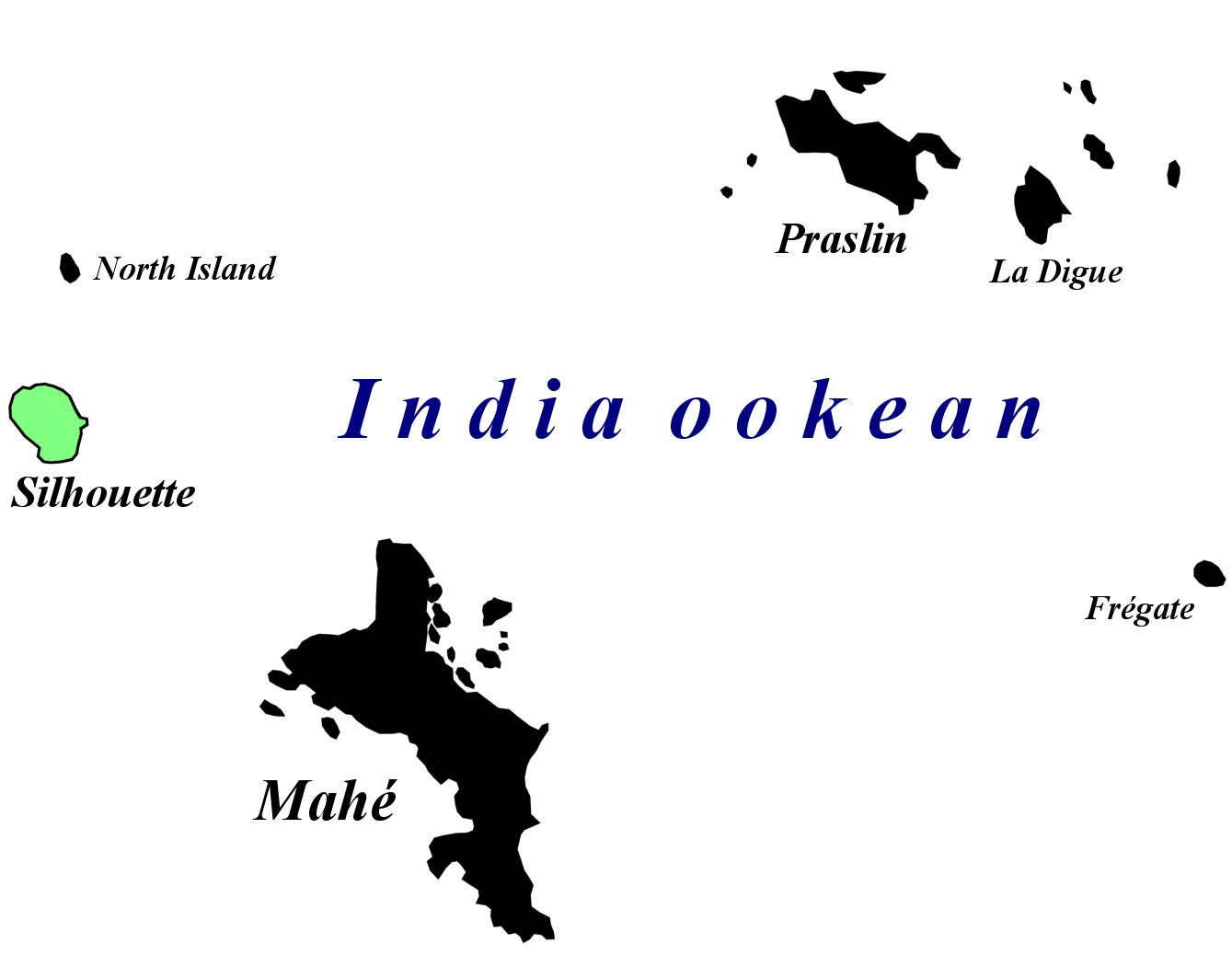
De ligging van Silhoutte

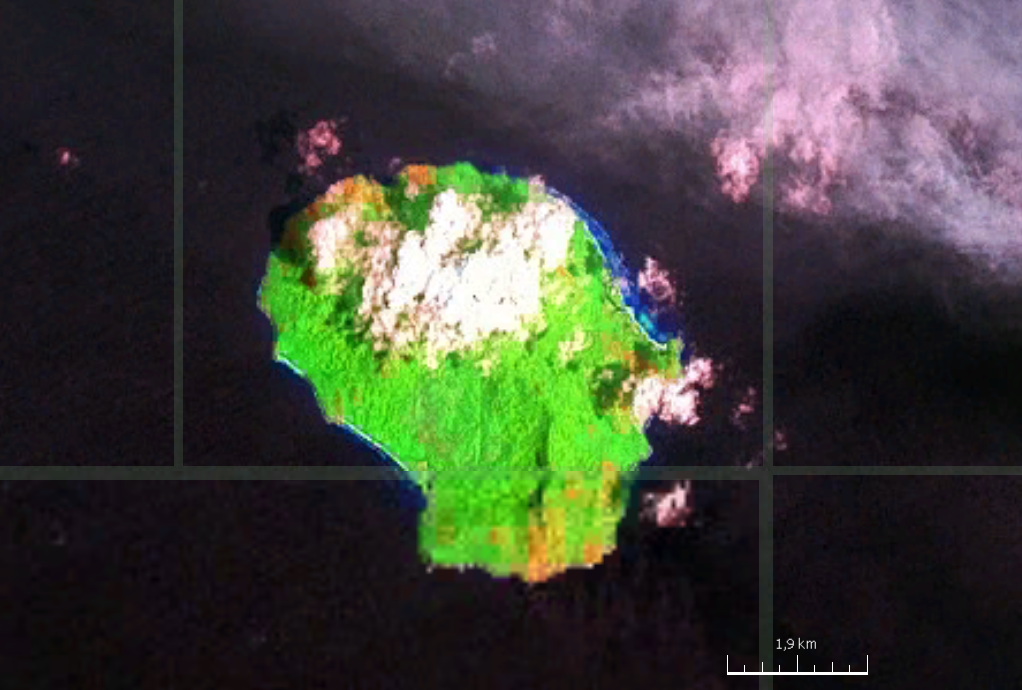
Silhoutte vanuit de ruimte

Silhouette is een eiland van de Seychellen. Het eiland is vernoemd naar Étienne de Silhouette, die minister van Financiën was onder koning Lodewijk XV van Frankrijk.
De bevolking van 135 personen leeft verspreid over twee dorpen, La Passe aan de noordoostkust en Grand Barbe aan de zuidwestkust.
Het eiland ligt in een beschermd natuurgebied. Op Silhouette is een schildpaddencrèche gevestigd.

## Geografie
Het eiland heeft een oppervlakte van 20 km². De vijf hoogste bergtoppen zijn:
- Mont Plaisir (752 m)
- Mont Dauban (740 m)
- Mont-Pot-a-Eau (621 m)
- Gratte Fesse (515 m)
- Mont Corgat (502 m)
- Mont Cocos Marrons (500 m).

## Trivia
- Tot 1960 was het eiland in handen van de familie Dauban die er een plantage had. Het plantagehuis is gerestaureerd.
- De Franse kaper Jean-François Hodoul zou op het eiland een schat begraven hebben.
- Vijf kilometer naar het noorden ligt het kleinere Nord-eiland.